# Баранов, Павел Петрович
Павел Петрович Баранов (1950, Ростов-на-Дону, Ростовская область) — советский и российский юрист-правовед, доктор юридических наук, профессор, заслуженный деятель науки Российской Федерации, генерал-майор внутренней службы.

## Биография
Родился в г. Ростове-на-Дону 14 мая 1950 года. В 1967 году окончил среднюю школу № 55 г. Ростова-на-Дону и в этом же году поступил на очное отделение юридического факультета Ростовского государственного университета (сейчас Южный федеральный университет) который закончил в 1972 году. С 1972 по 1975 год обучался в очной целевой аспирантуре юридического факультета РГУ. Его научным руководителем был известный отечественный ученный доктор юридических наук, профессор Рябко Иван Федорович. С 1975 г. по 1978 работал научным сотрудником Северо-Кавказского научного центра высшей школы. В 1978 году поступил на работу в Ростовский филиал МФЮЗО при Академии МВД СССР, где прошёл путь от преподавателя до начальника кафедры. С этого времени он связал свою жизнь с работой в ВУЗах Министерства Внутренних дел. В 1979 г. П. П. Баранов защитил в Саратовском юридическом институте им. Д. И. Курского кандидатскую диссертацию на тему «Правовое воспитание граждан СССР в духе советского патриотизма и социалистического интернационализма».
В 1992 году был назначен на должность заместителя начальника Ростовской высшей школы МВД. С 1996 по 2008 год работал начальником Ростовского юридического института МВД России. В 1997 г. Павлу Петровичу Баранову было присвоено звание генерал-майора внутренней службы. В 1992 году он защитил в г. Москве докторскую диссертацию на тему: «Проблемы профессионального правосознания работников органов внутренних дел».
Баранов является основоположником научного направления, содержание которого связано с изучением проблем профессионального правосознания сотрудников органов внутренних дел. Именно этой теме посвящены монографии: «Теоретические и методологические основы изучения профессионального правосознания сотрудников органов внутренних дел», «Работники органов внутренних дел как носители (субъекты) профессионального правосознания», «Проблемы сформированности профессионального правосознания сотрудников органов внутренних дел (теоретические проблемы)», «Теория систем и системный анализ правосознания личного состава органов внутренних дел».
В 2003 году по инициативе Баранова в РЮИ МВД России был открыт диссертационный совет Д.203.011.01 по защите диссертаций на соискание ученой степени доктора наук, председателем которого он был назначен. Под руководством Павла Петровича в институте был создан научно-исследовательский центр по изучению проблем деятельности органов внутренних дел Северо-Кавказского региона. При его непосредственном участии организовано и проведено значительное количество международных, всероссийских, региональных и межвузовских научных конференций, симпозиумов и семинаров по актуальным проблемам правоведения и правоохранительной деятельности.
Как начальник Ростовского юридического института МВД России, Баранов на протяжении своей службы осуществлял оптимизацию образовательной и научной деятельности института. Под его руководством неуклонно повышался научный потенциал педагогических кадров, а также улучшалась материально-техническая база образовательного процесса.
После ухода в отставку профессор Баранов стал работать заведующим кафедрой конституционного и муниципального права Южно-Российского института управления — филиала РАНХиГС при Президенте Российской Федерации.
Опубликовал 24 научные статьи в журналах Канады, Италии, Германии, Индии, входящих в базы Scopus и Web of Science. Баранов является автором около 500 научных и учебно-методических работ, в том числе 12 монографий и 12 учебников. В 2005 году было опубликовано пять томов избранных произведений П. П. Баранова по проблемам теории правосознания, правовой культуры и правового воспитания.
Баранов — действительный член РАЕН. Под его научным руководством защищено 19 докторских и 216 кандидатских диссертаций. Среди его учеников А. И. Овчинников, А.П, Мясников, Т. В. Шатковская, В. Я. Любашиц, С. А. Воронцов, А. Ю. Мордовцев, С. И. Тиводар и другие доктора юридических наук. В течение восьми лет был членом экспертного совета по праву ВАК Минобрнауки России и членом экспертного совета при Председателе Государственной Думы Российской Федерации.

## Труды
- П. П. Баранов. Избранное т. 1-5, Ростов-на-Дону,2005
- Конституционное право: учебник / Под ред. П.П Баранова и А. Ю. Мамычева. М., 2017
- Конституционно-правовая политика современной России: идеи, приоритеты, ценности, направления: монография / Под ред. П. П. Баранова и А. И. Овчинникова. М., 2018
- Основы национальной безопасности: учебник (в соавторстве с Овчинниковым А. И. и Мамычевым А. Ю.). М., 2019

## Заслуги
- Заслуженный деятель науки Российской Федерации (2000 г.)
- Почетный сотрудник органов МВД Российской Федерации (2000 г.)
- Почетный работник высшего профессионального образования Российской Федерации (2003 г.)
- Почетное наградное оружие "Пистолет Макарова" (2005 г.)

## Награды
- В 1998 году награждён Почетным знаком РАЕН «За заслуги»
- В 2000 году награждён знаком "Заслуженный деятель науки Российской Федерации"
- В 2004 году награждён Орденом Почета